# Салґар
Салґар (ісп. Salgar) — місто і муніципалітет в колумбійському департаменті Антіокія, за 97 км від столиці департаменту міста Медельїн. У муніципалітеті розвинуте скотарство та вирощування кави, цукрової тростини, бананів та маніоку. У місті — промисловість обробки продуктів сільського господарства і туризм.
| Колумбія | Це незавершена стаття з географії Колумбії. Ви можете допомогти проєкту, виправивши або дописавши її. |